# Municipio de Madison (Nebraska)
El municipio de Madison (en inglés: Madison Township) es un municipio ubicado en el condado de Fillmore en el estado estadounidense de Nebraska. En el año 2010 tenía una población de 555 habitantes y una densidad poblacional de 6,01 personas por km².

## Geografía
El municipio de Madison se encuentra ubicado en las coordenadas 40°34′4″N 97°32′22″O / 40.56778, -97.53944. Según la Oficina del Censo de los Estados Unidos, el municipio tiene una superficie total de 92.33 km², de la cual 92,31 km² corresponden a tierra firme y 0,02 km² (0,02 %) es agua.

## Demografía
Según el censo de 2010, había 555 personas residiendo en el municipio de Madison. La densidad de población era de 6,01 hab./km². De los 555 habitantes, el municipio de Madison estaba compuesto por el 97,66 % blancos, el 0,72 % eran afroamericanos, el 0,36 % eran amerindios, el 0,18 % eran asiáticos, el 0,72 % eran de otras razas y el 0,36 % eran de una mezcla de razas. Del total de la población el 2,16 % eran hispanos o latinos de cualquier raza.